# اشچیانکا، شهرستان ویسزکو
اشچیانکا، شهرستان ویسزکو (به لاتین: Trzcianka, Wyszków County) یک منطقهٔ مسکونی در لهستان است که در Gmina Brańszczyk واقع شده‌است.

## خصوصیات
اشچیانکا ۱٬۲۰۰ نفر جمعیت دارد.